# 補體成分8

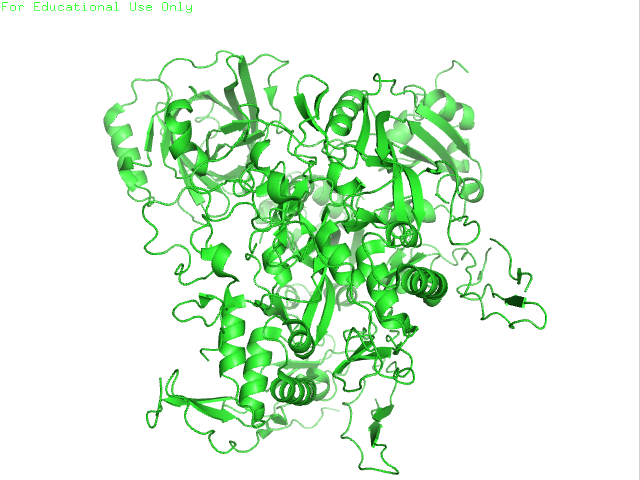
人類補體成分8的高解析度晶體結構圖

補體成分C8（C8）是一類與補體系統功能有關的蛋白質。C8的基因缺陷可能會增加被可導致淋病和腦膜炎奈瑟菌感染的概率。

膜攻擊複合物，一些標註是用波蘭語寫成的

## 外部連結
- 醫學主題詞表（MeSH）：Complement+C8